# معركة دمدم
معركة دمدم هي معركة بين الدولة الصفوية والكرد السنة من الدولة العثمانية بين 1609 و1610.

## الموقع
وقعت المعركة في قلعة دمدم ما قبل الإسلامية الواقعة على جبل دمدم في المنطقة برادوست حول بحيرة أرومية في شمال غرب إيران. في النهاية، استولى الجيش الصفوي على القلعة التي أعاد أمير خان ليبزيرين تدميرها فيما بعد بأمر من حاكم أورمية العثماني. ومع تدمير القلعة، إلا أنه يمكن تحديد موقعها الدقيق، حيث لا تزال أجزاء صغيرة من الجدران وأكوام مواد البناء مرئية في ما كان موقع قلعة دمدم.[بحاجة لمصدر]

## المقدمة
وقعت المعركة حول القلعة المسماة دمدم الواقعة في منطقة برادوست حول بحيرة أرومية في شمال غرب إيران. وفي عام 1609، تم إعادة بناء الهيكل المدمر من قبل أمير خان ليبزيرين (الخان ذي اليد الذهبية)، حاكم برادوست، الذي سعى للحفاظ على استقلال الإمارة المتوسعة في مواجهة كل من الاختراق العثماني والصفوي في المنطقة. اُعتبرت إعادة بناء دمدم خطوة نحو الاستقلال يمكن أن تهدد القوة الصفوية في الشمال الغربي. احتشد بعض الكرد، بما في ذلك حكام موكريان (مهاباد الحديثة) حول أمير خان.

## المعركة
هناك روايات تاريخية موثقة جيدًا عن معركة طويلة بين الأعوام 1609 و1610 وقعت بين الكرد والدولة الصفوية. كان الأكراد في وضع غير مؤات من الناحية العددية والتكنولوجية. وبعد حصار استمر قرابة العام، استولى الوزير الصفوي الأول حاتم بك على الحصن وذبح الحامية الكردية.

## العواقب
بعد أن قاد الوزير الصفوي حاتم بك حصارًا طويلًا ودمويًا استمر من نوفمبر 1609 إلى صيف 1610، فقد تم دخول دمدم. قُتل جميع المدافعين. أمر الشاه عباس الأول الصفوي بمذبحة عامة في برادوست ومكريان (ذكرها إسكندر بك تركمان، المؤرخ الصفوي، في كتاب عالم آراي عباسي) وأعاد توطين قبيلة أفشار في المنطقة أثناء ترحيل العديد من القبائل الكردية إلى منطقة خراسان. ومع أن المؤرخين الصفويين (مثل إسكندر بك) يصورون معركة دمدم الأولى نتيجة التمرد أو الخيانة الكردية، إلا أن التقاليد الشفوية الكردية (بيتي دمدم)، والأعمال الأدبية (دزهاليلوف، ص. 67-72)، والتاريخ، تذكر أن المعركة حدثت بسبب كفاح الشعب الكردي ضد الهيمنة الأجنبية. في الواقع، تعتبر بيتي دمدم ملحمة وطنية تأتي في المرتبة الثانية بعد مم و زين لأحمد الخاني. إن أول قصة أدبية لهذه المعركة كتبها فقي طيران.